# Piazza del Palazzo (San Pietroburgo)

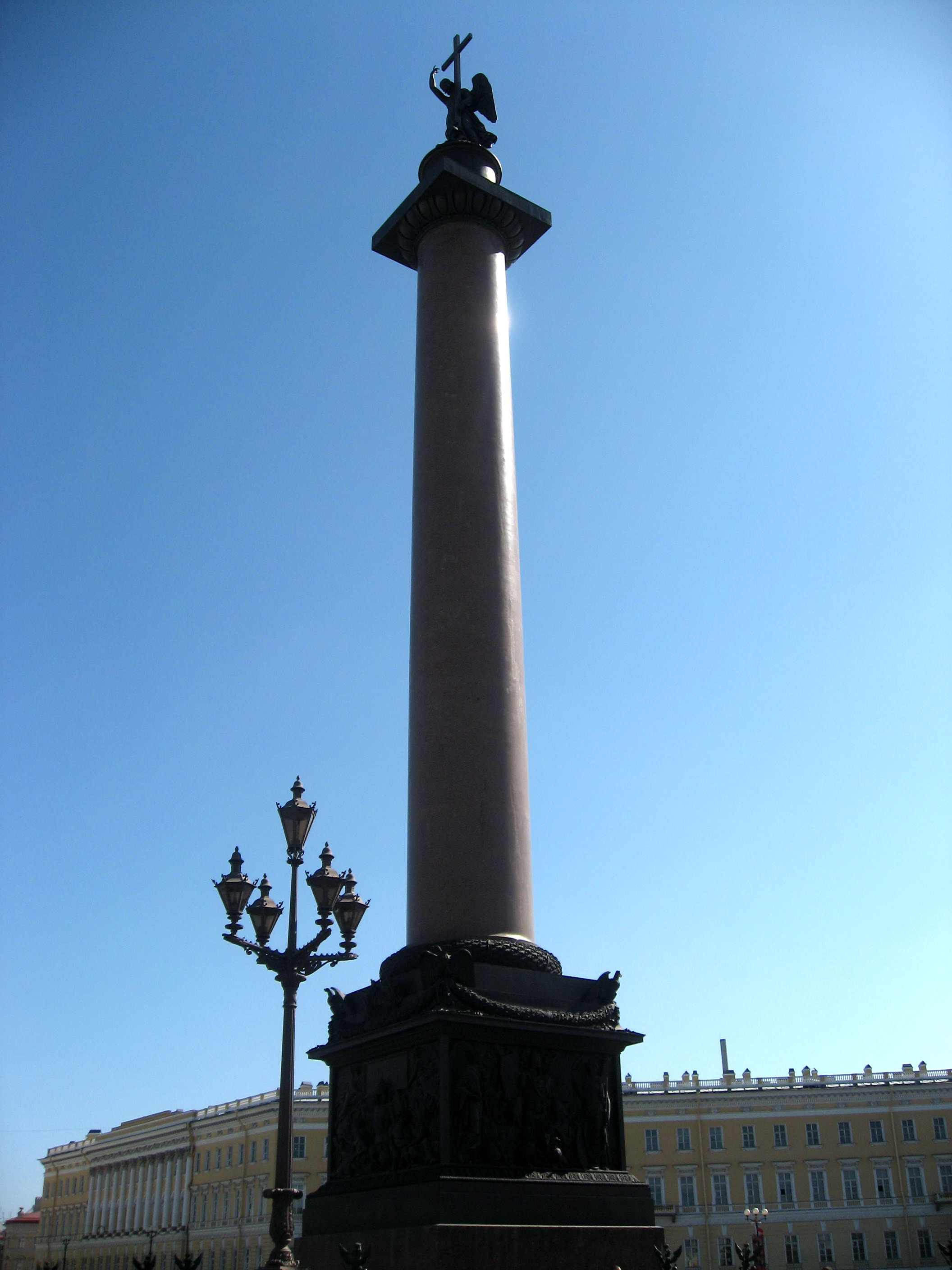
La Colonna di Alessandro.

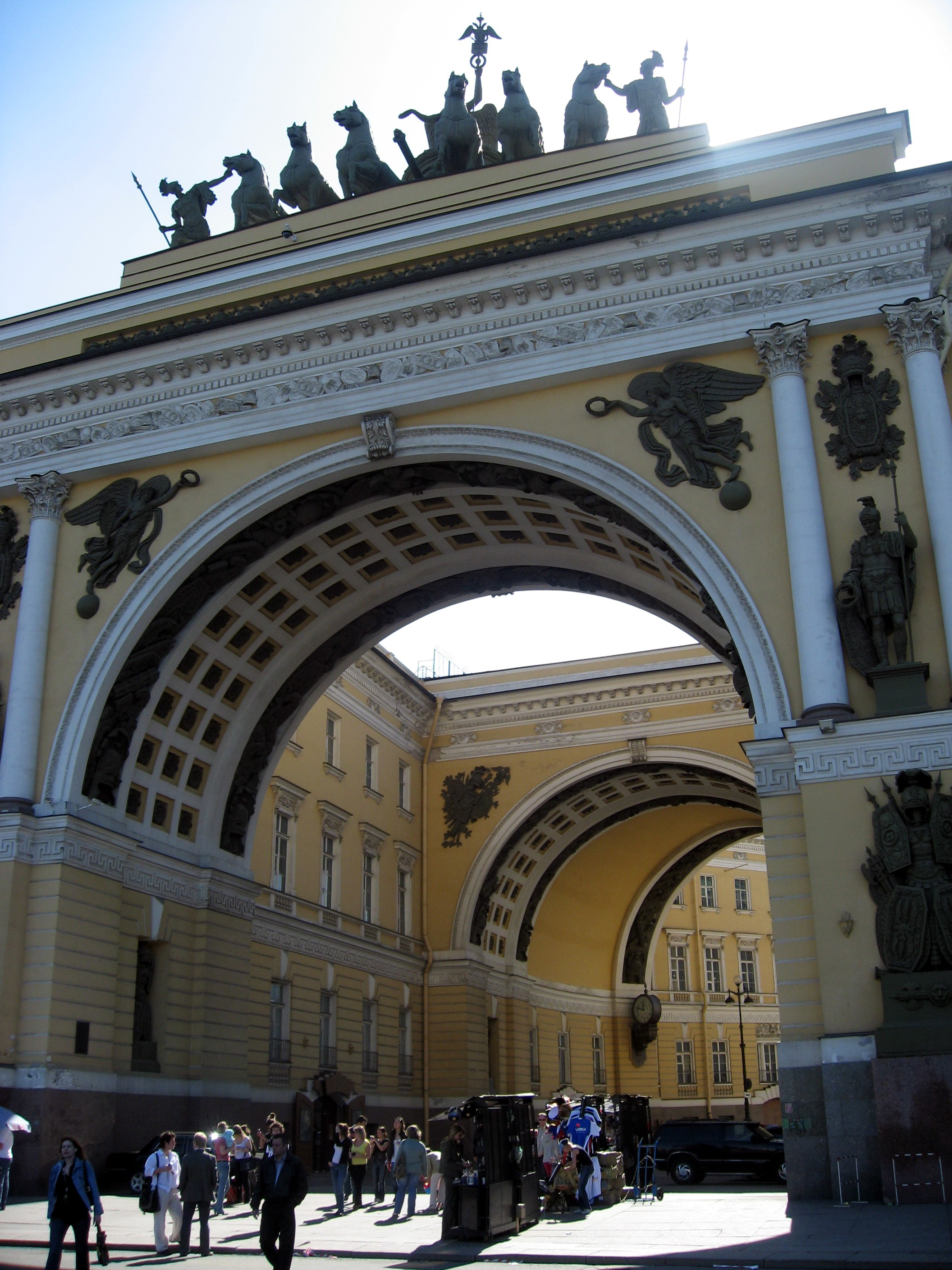
L'arco trionfale

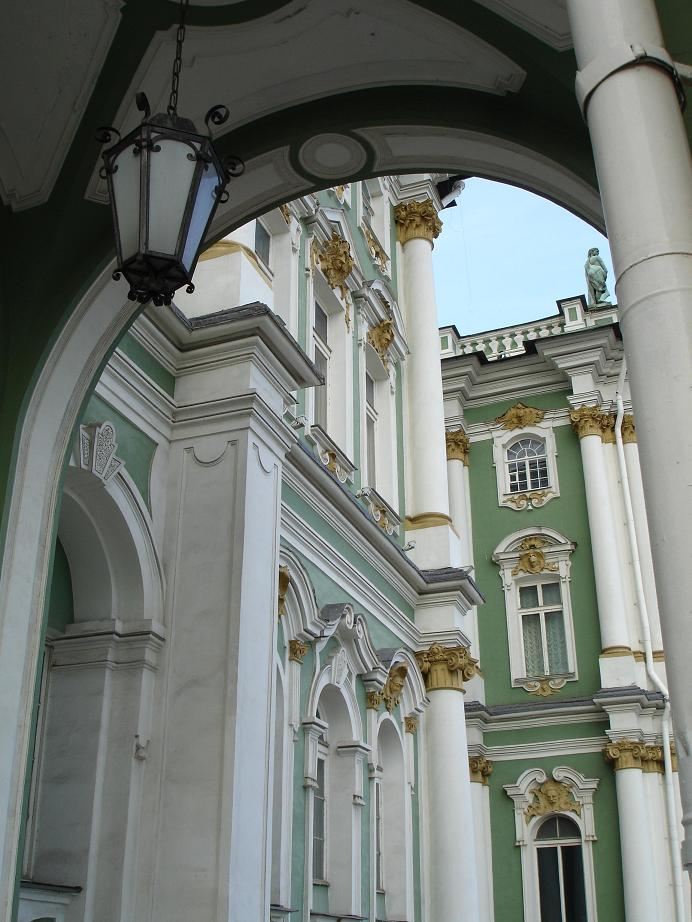
Il Palazzo d'Inverno (sede dell'Ermitage)

La piazza del Palazzo (in russo Дворцовая площадь?, Dvorcovaja ploščaď) è una delle piazze principali di San Pietroburgo, delimitata a nord dagli edifici dell'Ermitage, a sud dal Palazzo dello Stato Maggiore, a ovest dall'inizio della Prospettiva Nevskij e dal complesso dell'Ammiragliato.
Progettato in stile Impero dall'architetto italiano Carlo Rossi, che fece abbattere un intero isolato di case per farvi spazio, il palazzo dello Stato Maggiore chiude la piazza a semicerchio. Le due ali del palazzo sono collegate al centro da un doppio arco trionfale sormontato da un'allegoria in bronzo della Vittoria sulla sua quadriga. Attraverso l'arco si accede alla Bolšaja Morskaja Ulica.
Al centro della piazza si erge la Colonna di Alessandro, dedicata allo zar Alessandro I (1801-1825) in onore della sua vittoria contro Napoleone (1804-1814; 1815).
Prima della Rivoluzione, la piazza era lo scenario di sontuose parate militari spesso guidate dallo stesso zar a cavallo. Nel gennaio 1905 fu teatro della cosiddetta domenica di sangue, quando le truppe della Guardia Imperiale aprirono il fuoco su un gruppo di dimostranti disarmati che si stava dirigendo al Palazzo d'Inverno per presentare una supplica allo zar Nicola II (1894-1917).
Il 7 novembre 1917 i bolscevichi sostenitori di Lenin attuarono il colpo di Stato che completò la Rivoluzione russa attaccando dalla piazza i ministri che si erano rifugiati nel Palazzo d'Inverno.
Oggi nella piazza si tengono importanti riunioni politiche ma anche eventi, spettacoli e concerti di musica rock. Il 9 maggio di ogni anno, ha, altresì, luogo, la seconda parata militare più importante dello Stato (la prima ha chiaramente luogo a Mosca) ovvero quella indetta per celebrare il cosiddetto Den' Pobedy ossia il giorno della vittoria sovietica nella seconda guerra mondiale.

## Storia del nome
Il luogo era noto dal 1736 con il nome di Prato dell'Ammiragliato, il cui territorio comprendeva anche i Giardini di Alessandro. Il nome attuale venne dato alla Piazza dal 1766, per via del Palazzo d'Inverno che vi si affaccia. Nell'ottobre 1918 venne cambiò il nome in Piazza Uristskij, in memoria di un organizzatore della presa del Palazzo d'Inverno. Il 13 gennaio 1944 la piazza è tornata a chiamarsi con il nome attuale.

## Storia
Fino al Settecento zona militare, cambiò la sua funzione nel 1721, con Pietro I il Grande, che ne fece parco di delizie per varie feste, banchetti e giostre di cavalieri. Nella seconda metà del secolo, su progetto di Carlo Rinaldi, venne innalzato un anfiteatro ligneo per ammirare meglio gli spettacoli ed i caroselli. Intanto, su progetto del Rastrelli, venne innalzato il Palazzo d'Inverno (1754-1762), e nel 1784 venne realizzato l'emiciclo monumentale e l'arco trionfale di Carlo Rossi. Nel 1834 venne inaugurata la Colonna di Alessandro (il progetto è di August de Montferrand, mentre la statua dell'angelo sulla sommità è di Boris Orlovsky), dedicata, come l'arco di trionfo, alle vittorie russe contro Napoleone Bonaparte. Nell'Ottocento la piazza era luogo di parate militari, mentre nel 1917 è stata fulcro della Rivoluzione d'ottobre. Durante il periodo sovietico la piazza venne utilizzata per le manifestazioni di regime (con spettacoli teatrali su larga scala come "L'azione della terza Internazionale", "La presa del Palazzo d'Inverno", "Per il mondo comunista"). Gli edifici sulla piazza vennero dipinti di rosso, ma vennero riportati ai colori originari nel 1940. Il 20 luglio 1924 si tenne la manifestazione degli scacchi viventi, con i soldati dell'Armata Rossa (bianchi) e della Marina (neri). Nel 1977 venne realizzata la pavimentazione attuale seguendo l'aspetto originario. Il 20 agosto 1991 si svolse nella piazza una manifestazione di protesta contro il Comitato Statale per lo Stato di Emergenza.
Con la ristrutturazione della piazza del 2001 sono stati ritrovati resti di edifici settecenteschi precedenti, mentre nel 2006 venne restaurata la Colonna di Alessandro. Nel novembre 2007 venne realizzata una pista di pattinaggio temporanea nella piazza, che, mira di molte critiche, venne chiusa nel marzo 2008. Oggi la piazza, pedonalizzata, è luogo di concerti, manifestazioni e parate.

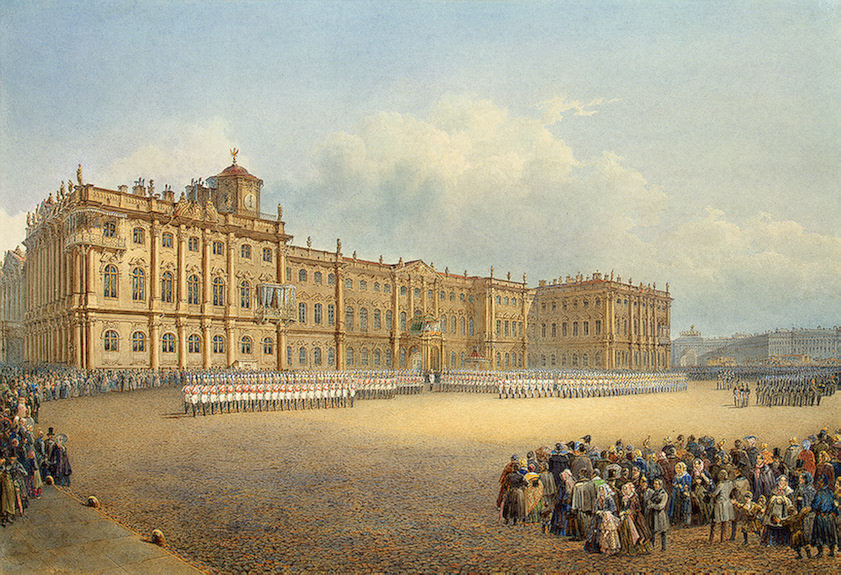
La piazza in un acquerello del 1830: si nota sullo sfondo l'arco di trionfo.
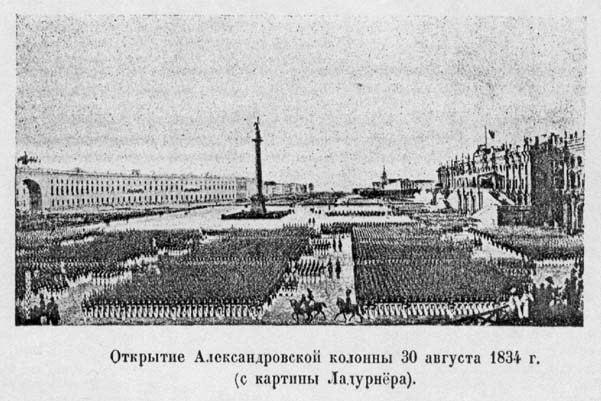
L'inaugurazione della Colonna di Alessandro (1834).
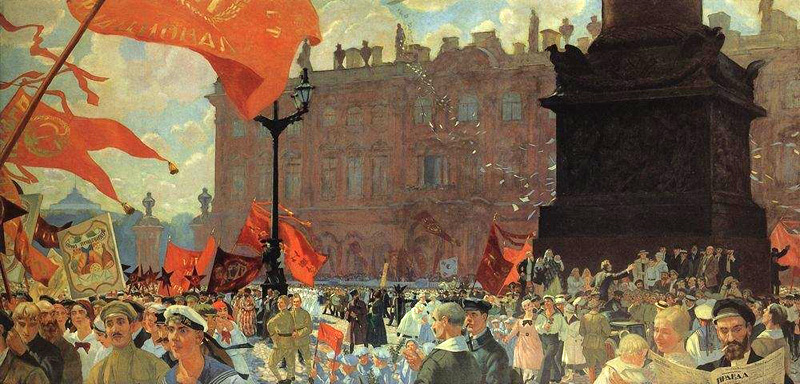
Manifestazione comunista in un dipinto di Kustodiev (1921): i palazzi sono tinti di rosso.
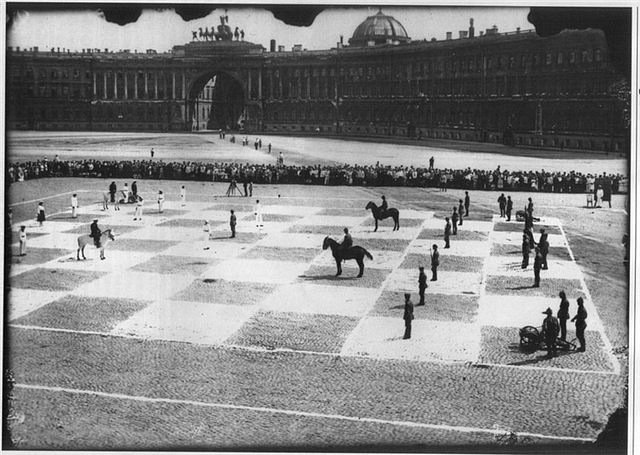
Gli scacchi viventi del 1924.
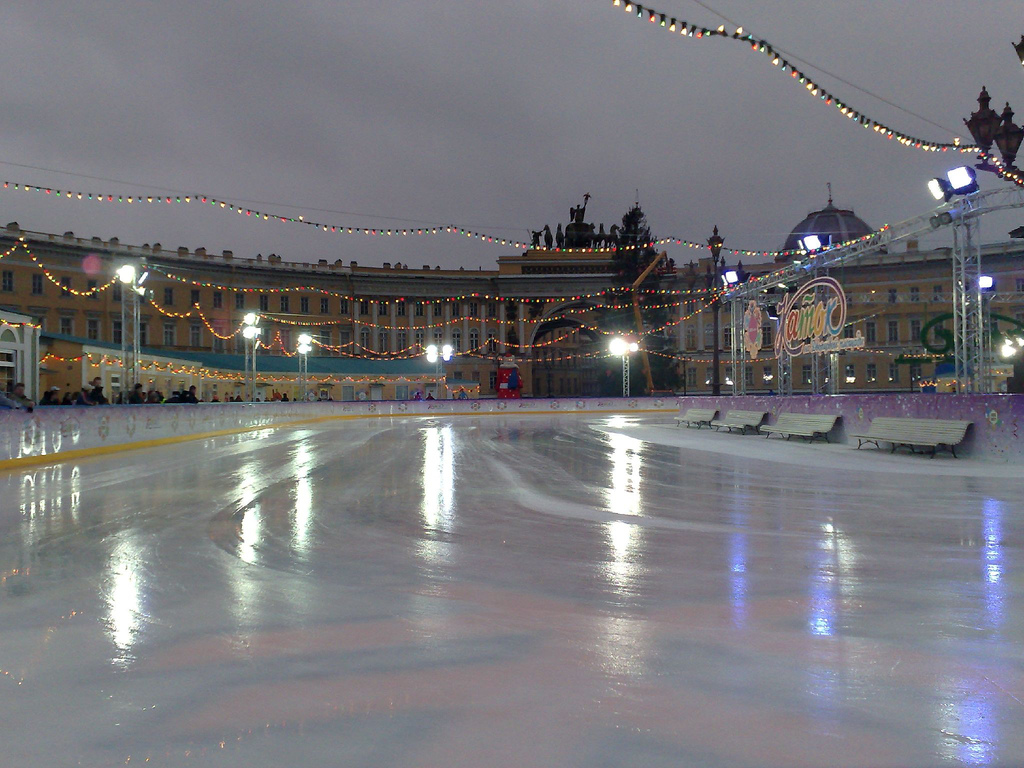
La pista di pattinaggio del 2007.
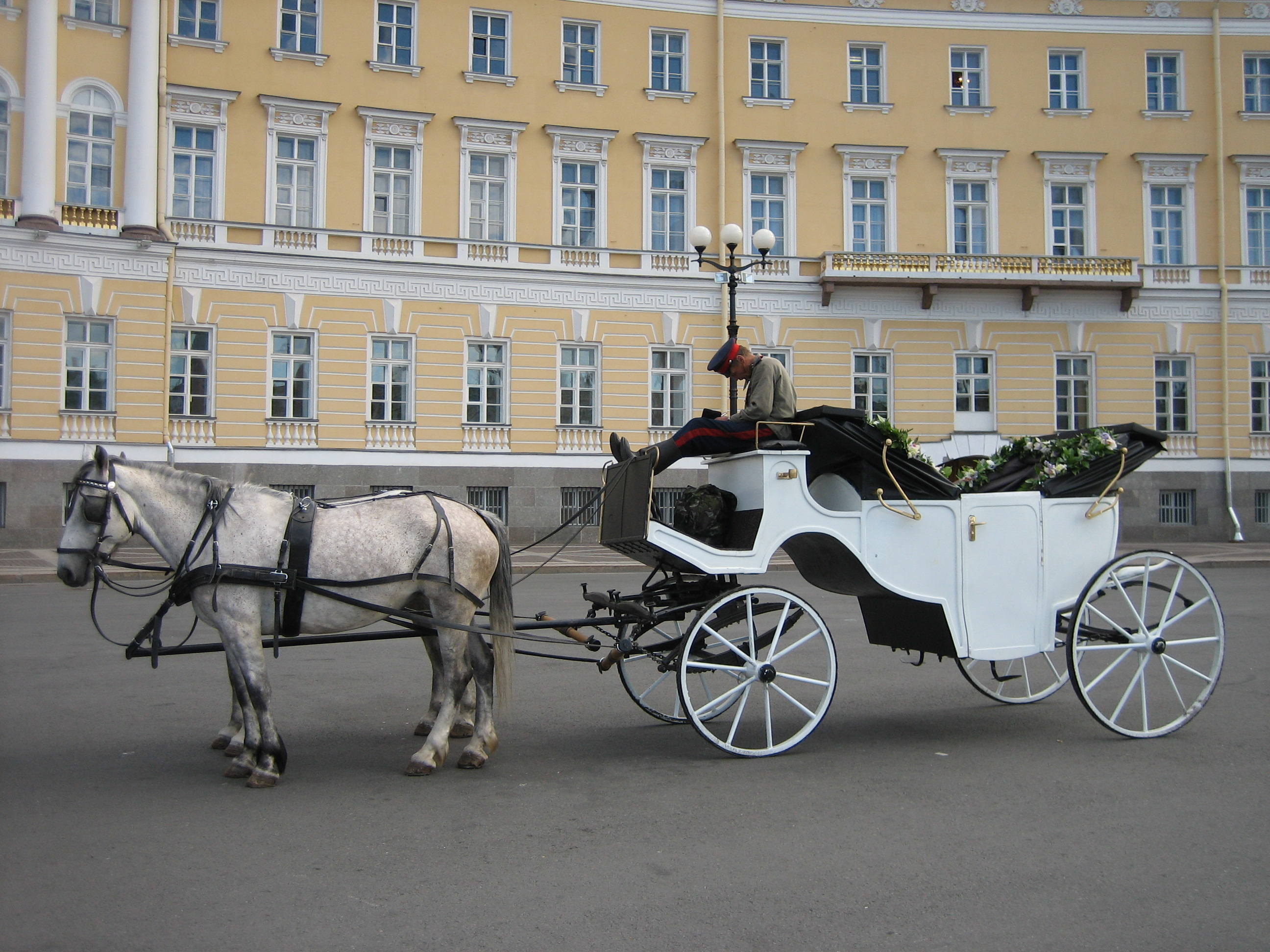
Carrozza nella Piazza del Palazzo
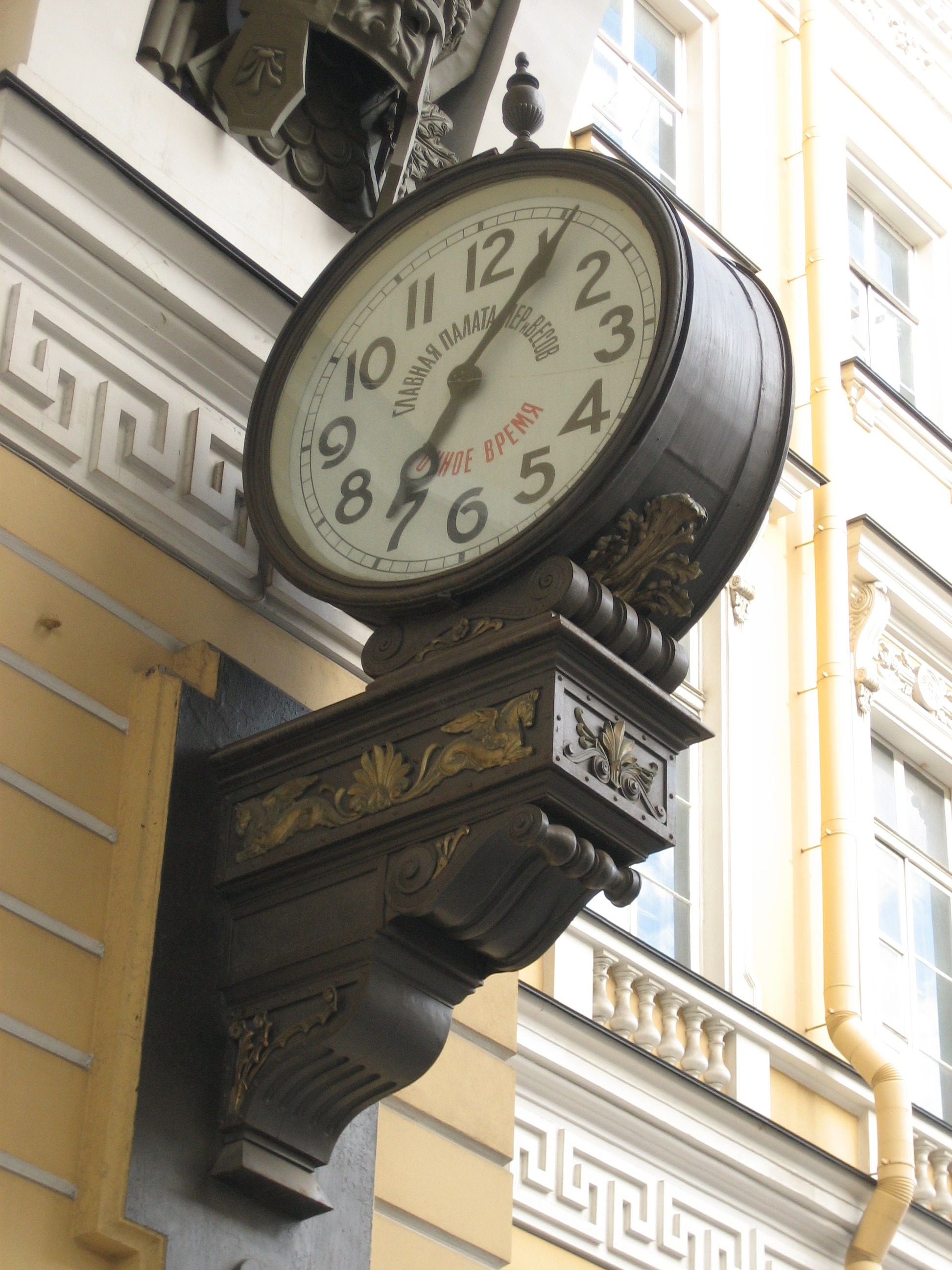
Orologio nella piazza